# کلاوسنیتس
کلاوسنیتس (به آلمانی: Claußnitz) یک شهر در آلمان است که در میتل‌زاکسن واقع شده‌است. کلاوسنیتس ۳٬۴۵۱ نفر جمعیت دارد.